# Celbówko
Celbówko (kaszb. Célbòwkò) – osada kaszubska w Polsce położona w województwie pomorskim, w powiecie puckim, w gminie Puck przy drodze wojewódzkiej nr 216. Wieś wchodzi w skład sołectwa Celbowo.
W latach 1975–1998 miejscowość administracyjnie należała do województwa gdańskiego.